# Comuna Kostîci, Baștanka
Kostîci (în ucraineană Костичі) este o comună în raionul Baștanka, regiunea Mîkolaiiv, Ucraina, formată din satele Dobrokameanka, Kostîci (reședința) și Lobriivka.

## Demografie
Componența lingvistică a comunei Kostîci
     Ucraineană (67,08%)
     Rusă (4,34%)
     Română (1,63%)
     Alte limbi (0,08%)
Conform recensământului din 2001, majoritatea populației comunei Kostîci era vorbitoare de ucraineană (67,08%), existând în minoritate și vorbitori de rusă (4,34%) și română (1,63%).